# Acanthodelta jamesoni
Acanthodelta jamesoni là một loài bướm đêm trong họ Noctuidae.